# El paradís de les senyores
El paradís de les senyores (títol original: Il paradiso delle signore) és una sèrie de televisió italiana que s'emet a Rai 1 des del 2015. És un drama històric en format de fulletó basat vagament en la novel·la Au Bonheur des Dames d'Émile Zola, però ambientat a Milà als anys cinquanta i seixanta. La sèrie es va estrenar doblada al català a À Punt el 2019, a TV3 l'estiu del 2020 i a IB3 el setembre del 2020.

## Argument
En la Itàlia de postguerra, l'any 1956, la sèrie explica les històries personals dels treballadors d'un gran magatzem, propietat de Pietro Mori. Entre els principals personatges hi ha Teresa Iorio, una noia siciliana que ha arribat a Milà fugint de les estretors ideològiques del sud i que vol emprendre una nova vida; Vittorio Conti, líder de l'equip de publicitat; la senyoreta Mantovani, l'encarregada de l'atenció als clients, i el senyor Galli, el comptable.

### Primera temporada
1956, Castelbuono. La jove Teresa Iorio abandona el seu poble natal i el promès que li ha imposat el seu pare i es muda a Milà per treballar a la botiga de roba del seu oncle Vincenzo. Tanmateix, poc després de la seva arribada, en Vincenzo és detingut i acusat d'incendiar la furgoneta d'Il paradiso delle signore, una botiga competidora propietat de Pietro Mori, un emprenedor jove i de pocs escrúpols. Després d'una topada amb en Mori, Teresa intenta que la contracti com a dependenta i, després de ser rebutjada inicialment per la responsable Clara Mantovani, ho aconsegueix gràcies a l'ajut del publicitari de la botiga, Vittorio Conti. El grup en el qual treballa la Teresa és conegut com «Les Venus» per la joventut i l'encant de les dependentes. La Teresa es revela com una treballadora hàbil i ben aviat es guanya l'afecte de tothom. S'enamora del propietari, Pietro Mori. Aquest, tot i sentir alguna cosa per la noia, es vol casar per interès amb Andreina Mandelli, filla d'un ric banquer que alimenta sentiments de venjança contra Mori, que va matar el seu germà durant la guerra.

### Segona temporada
Després d'abandonar l'Andreina, Pietro Mori es dedica finalment a la seva relació amb Teresa Iorio fins que Rose Anderson, la seva primera dona, torna sobtadament dels Estats Units i compra una participació al magatzem, fent-se'n sòcia. Vittorio Conti, després d'haver creat el seu propi negoci, contracta al seu estudi Andreina Mandelli, de qui està enamorat. Mentrestant, el pare de l'Andreina intenta desacreditar Pietro Mori i el seu negoci.
La Teresa descobreix amb alleujament que la Rose ha tornat exclusivament per motius empresarials i no per recuperar el seu exmarit, ja que s'ha tornat a casar feliçment. Pietro demana a la Teresa que es casi amb ell; la noia accepta, però confia l'assumpte només a la seva amiga i col·lega Silvana, suplicant-li que no reveli la notícia als altres comercials per evitar sospites de favoritisme.
Rose, per la seva banda, informa la premsa que Bruno Jacobi, el soci de Mori a la gestió del Paradiso, és en realitat un mafiós, suggerint que la seva posició es deu a un intercanvi de favors pel seu testimoni a favor de Mori en el judici per l'assassinat del germà del banquer Mandelli. Mori, al seu torn, descobreix que Jacobi està utilitzant el seu magatzem com a coberta per al narcotràfic, i per això decideix denunciar-lo a la policia, obligant-lo a fugir i amagar-se. Davant de les dificultats econòmiques, Mori demana un préstec a Izzo que, davant la insolvència de Pietro, fa segrestar Teresa; per tal de pagar el rescat, Mori es veu obligat a vendre el magatzem a l'Andreina.
Durant les celebracions de Cap d'Any a la seu del Paradiso, Jacobi apareix, fugat i en cerca per la policia. Amb set de venjança, després d'haver assassinat Rose, Jacobi dispara a Teresa, però Pietro la protegeix, sent mort a trets.

### Tercera temporada
1959-1960. Dos anys després de la mort de Pietro Mori, Vittorio Conti, el seu millor amic, somia a reobrir el Paradiso, tancat des de la nit de l'assassinat. Per completar el seu projecte, però, necessitarà un préstec i això el portarà a aliar-se amb els Guarnieri, una rica família milanesa, la generositat de la qual té motius ocults. De fet, els Guarnieri plantejaran una sèrie d'obstacles a Vittorio, que, però, troba ajuda inesperada en Marta, la filla petita d'Umberto Guarnieri. Un tercer home, Luca Spinelli, entra en l'enfrontament entre Vittorio i Umberto, animat per un esperit de venjança contra Umberto que s'ha apoderat dels béns de la seva família.

### Quarta temporada
1960-1961. Els nous protagonistes: Marina Fiore, Angela Barbieri, Laura Parisi, Marcello Barbieri, Rocco Amato, Flavia Brancia di Montalto, Achille Ravasi i Armando Ferraris.
La relació entre Salvatore i Gabriella passa per un període de crisi, Federico Cattaneo, després d'un accident, ja no podrà caminar, Luciano descobreix que Federico no és el seu fill, la Marta i el Vittorio descobreixen que no podran tenir fills, Umberto Guarnieri té una relació simultània tant amb Adelaide com amb Flavia, Angela torna a trobar el seu fill Matteo després de molt de temps, Achille Ravasi es casa amb Adelaide, malgrat les protestes dels Guarnieri, la periodista Enza Sampò decideix donar suport a algunes de les innovacions de l'atelier.

### Cinquena temporada
1961-1962. Nombroses sortides, noves arribades i tornades. Luciano Cattaneo i Clelia Calligaris amb el seu fill Carlo Bacchini es veuen obligats a allunyar-se de Milà a causa de la seva història d'amor, després del descobriment de l'embaràs de la dona. Silvia, la dona de Luciano, també se'n va, unint-se a la seva filla Nicoletta amb Riccardo i la seva néta Margherita a París. A la casa Conti, Vittorio acull la seva cunyada Beatrice, recentment vídua, amb el seu problemàtic fill Pietro i la seva germana petita Serena. Beatrice i Pietro aviat seran contractats al Paradiso com a nou comptable i treballador de magatzem respectivament.
L'absència de la Marta, a Nova York, per treballar en una agència de comunicació, afavoreix l'acostament entre els cunyats. Roberta accepta una feina important a Bolonya i renuncia a Venere. Poc abans de marxar veu en Marcello fent un petó a la Ludovica Brancia i el compromís es trenca; en veritat, Marcello organitza aquesta reunió per evitar riscos per a la noia, ja que és amenaçat pel Mantovano, un individu ombrívol. Gabriella i Cosimo es casen el dia de Sant Valentí malgrat que unes setmanes abans Bergamini pare havia mort de sobte a Villa Guarnieri a causa d'un atac de cor.
Giuseppe Amato, el marit d'Agnese i el pare de Salvatore, torna d'Alemanya i això posa en quarantena la història entre la dona i l'Armando, el qual continua dubtant sobre les intencions reals d'Amato pare. Mentrestant, Marta torna de Nova York i descobreix que Federico va néixer d'una relació entre el seu pare Umberto i la Silvia.
Entre les noves Venus hi ha Stefania Colombo, acollida amb la tieta Ernesta a casa de la Silvia. Pietro, que s'ha enamorat d'ella, li demana sortir, però ella dubta, ja que pensa en Federico. La segona Venus nova és Anna Rossi, cosina de Gabriella. Maria, l'ajudant de costurera del Paradiso, i Irene Cipriani, una Venus, competeixen per Rocco Amato, però el jove treballador del magatzem, per la seva extrema timidesa, no se n'adona.
Gloria Moreau, una dona misteriosa, és contractada com a nova contractista principal en lloc de Clelia. Al club de Milà, la comtessa Adelaide, a més de presidenta del club, s'enfronta en nombroses ocasions amb la vicepresidenta Fiorenza Gramini, ja que aquesta darrera no sembla que compleixi plenament les seves funcions.
Paral·lelament, arriba a Milà el fascinant i misteriós Dante Romagnoli, cosí del marit de Fiorenza, que de seguida es fa apreciat i estimat pels qui freqüenten el club per haver frustrat l'intent de robatori del Mantovano (àlies de Sergio Castrese), una gran suma de diners, recaptada per la comtessa de Sant'Erasmo per a la Creu Roja. Aviat, però, el misteriós Romagnoli destaca pel fet que va tornar a Itàlia des dels Estats Units únicament per localitzar Marta, amb qui havia iniciat una relació durant la seva estada a l'estranger, fent trontollar, en conseqüència, la sòlida relació matrimonial entre la dona i Vittorio.
Laura Parisi deixa Paradiso amb la seva feina com a Venus i també la cafeteria de Marcello i Salvatore on era pastissera, feina que aviat passa a càrrec de Sofia Galbiati, una de les Venus més noves, que ajudarà els dos nois en la producció de dolços i postres, sobretot per satisfer les necessitats refinades dels socis del club.

### Sisena temporada
Fiorenza aconsegueix fer xantatge a Umberto i l'obliga a donar-li les seves parts del Paradiso; Flavia, la mare de Ludovica, s'oposa a la relació entre la seva filla i Marcello; Sandro Recalcati vol recuperar la seva dona Tina. A la casa Colombo, després de setmanes de tensió, passa l'inevitable: Stefania troba la seva mare. Marco di Sant'Erasmo, nebot de la comtessa Adelaide i Stefania, s'incorpora a l'equip editorial de Paradiso Market, una publicació de moda i actualitat. El Marco comença una relació amb la Gemma però amb el temps s'apropa a l'Stefania i deixa la primera. Dante corteja Beatrice buscant avantatges en un intent d'expulsar a Vittorio del Paradiso. Després d'un accident en què Beatrice acaba en coma, resulta que està realment enamorat i renuncia a les seves intencions venent les accions a la comtessa Adelaide. L'Umberto, que sempre ha mantingut una relació amb la comtessa, s'acosta a Flora durant l'absència de la comtessa perquè temia ser acusada d'assassinat per la desaparició del seu marit Ravasi. Al final, el Commendatore pren la seva decisió: vol començar una nova vida amb l'estilista Flora a risc de venjar-se de la Comtessa. Torrebruna, un empresari francès, es fa amic de Ludovica i Marcello, en veure que Ludovica marxa, deixa la seva feina al club. Salvatore i Anna, enamorats des de fa uns mesos, es casen. Gloria no pot assistir a la cerimònia i es lliura a la policia i és detinguda.

### Setena temporada
Setembre de 1963: arriba a Milà Matilde Frigerio, cunyada de Marco di Sant'Erasmo i dona del seu germà Tancredi. Gran notícia al Paradiso: Adelaide, després d'haver obtingut les accions del Paradiso a través de l'engany, s'ha instal·lat a l'oficina de Vittorio que va estar absent aquell estiu per visitar els seus néts a Amèrica. Davant la detenció de Gloria, la feina de contractista principal va ser confiada a Irene. Per substituir la Dora i la Sofia, es contracten dues Venus noves, la Clara i l'Elvira. Stefania escriu el llibre La madre ritrovata per intentar que la seva mare surti de la presó. La noia ho aconsegueix, també gràcies a la Conti i el seu xicot Marco. Gloria torna al Paradiso com a contractista principal. Ezio demana l'anul·lació del matrimoni però se li denega després de l'alliberament de la seva dona. A Marco se li ofereix una feina a l'estranger i s'instal·la amb Stefania (però aviat tornarà sol). Just en el moment en què Vittorio i Matilde sembla que tindran un afer, Tancredi apareix a la ciutat, decidit a recuperar la seva dona fent també negocis (l'editor compra el diari L'eco della sera).
Vito, un sicilià que va fer fortuna a Austràlia, arriba a Milà per guanyar-se el cor de Maria. La brodadora no té ni idea que aquest és l'home amb qui el seu pare va arreglar el matrimoni. Després d'un festeig no massa llarg, es forma la parella Vito - Maria. Una altra parella que neix és Alfredo - Irene mentre d'amagat l'Ezio redescobreix la seva passió amb Gloria, gràcies a l'acord de treball per crear una nova fàbrica tèxtil amb el teixit dels futurs texans.
Per allunyar la Matilde de Vittorio, Tancredi s'uneix amb Umberto per obrir una nova gran botiga de roba al Palazzo Andreani, just davant del Paradiso, que competirà amb aquest. Quan la Matilde se n'assabenta, gairebé immediatament ho revela a Vittorio, que es veu obligat a acomiadar la Flora i renunciar a la Matilde. La Gemma queda embarassada; el problema familiar obliga l'Ezio a no abandonar la Verònica i provoca la marxa de Gloria cap a Washington, unint-se a la seva filla Stefania. La Gemma accepta la proposta de Roberto de casar-se amb ella tot i que hi ha afecte però no amor entre tots dos. Adelaide i Marcello no només esdevenen socis comercials, sinó que també inicien una relació: això desperta gelosia tant a Ludovica (cap a Marcello) com a Umberto (cap a la comtessa).
Marco torna a Itàlia tant per la seva feina com a periodista com pel final de la relació amb Stefania. Intueix que no hi ha amor entre la Gemma i el Roberto i aconsegueix que la noia reveli que ell és el pare del nen. Ezio deixa la Verònica i marxa als Estats Units.

### Vuitena temporada
Setembre de 1964: la família Puglisi es trasllada a Milà: el pare, la mare de la Maria, això com la seva germana Agata. Adelaide descobreix que té una filla a Ginebra que es creu que va morir en néixer i decideix traslladar-se a la ciutat suïssa, deixant amistosament en Marcello però confiant-li la gestió dels seus béns. Aquesta decisió deixa a Umberto molt perplex. Al Paradiso les dues noves Venus són la Delia, una dolça noia rossa, i l'Agata, la germana de la Maria. La secció de roba d'home s'obre als grans magatzems amb la contractació d'una estilista, Botteri, que treballarà estretament amb la Maria. Marcello descobreix que té un mig germà, Matteo, que és contractat al Paradiso com a nou comptable atesa l'absència de Vito que va romandre a Austràlia. A més, l'inventora de la minifaldilla Mary Quant accepta una col·laboració per a una nova línia de dona.

## Repartiment

### Principal
- Giusy Buscemi com a Teresa Iorio (temp. 1-2)
- Giuseppe Zeno com a Pietro Mori (temp. 1-2)
- Alessandro Tersigni com a Vittorio Conti (temp. 1-7)
- Alice Torriani com a Andreina Mandelli (temp. 1-3)
- Gloria Radulescu com a Marta Guarnieri (temp. 3-5)

### Les Venus
- Lorena Cacciatore com a Lucia Gritti (temp. 1, convidada a 2)
- Giulia Vecchio com a Anna Imbriani (temp. 1-2, 6-7)
- Silvia Mazzieri com a Silvana Maffeis (temp. 1-2)
- Sara Cardinaletti com a Letizia Toscano (temp. 2)
- Margherita Tiesi com a Ines Rossetti (temp. 2)
- Giorgia Masseroni com a Federica Santini (temp. 2)
- Neva Leoni com a Concetta «Tina» Amato (temp. 3 i 6)
- Desirée Noferini com a Lisa Conterno/Ada Manetti (temp. 3)
- Federica Girardello com a Nicoletta Cattaneo (temp. 3-4)
- Federica De Benedittis com a Roberta Pellegrino (temp. 3-5)
- Ilaria Rossi com a Gabriella Rossi (temp. 3-5, convidada a 6)
- Mariavittoria Cozzella com a Dora Vianello (temp. 3-6)
- Elisa Cheli com a Paola Galletti in Cecchi (temp. 3-7)
- Francesca Del Fa com a Irene Cipriani (temp. 3-7)
- Ludovica Coscione com a Marina Fiore (temp. 4)
- Alessia Debandi com a Angela Barbieri (temp. 4)
- Arianna Montefiori com a Laura Parisi (temp. 4-5)
- Grace Ambrose com a Stefania Colombo (temp. 5-7)
- Giulia Chiaramonte com a Sofia Galbiati (temp. 5-6)
- Francesca Carrain com a Anna Rossi (temp. 5)
- Gaia Bavaro com a Gemma Zanatta (temp. 6-7)
- Elvira Camarrone com a Clara Boscolo (temp.7)
- Clara Danese com a Elvira Gallo (temp.7 i endavant)

### Caps de les Venus
- Christiane Filangieri com a Clara Mantovani (temp. 1-2)
- Enrica Pintore com a Clelia Calligaris (també Bacchini) (temp. 3-5)
- Sofia Taglioni com a Francesca Molinari (temp. 4)
- Lara Komar com a Gloria Moreau (també Morelli) (st. 5-7)

### Els adversaris
- Margherita Laterza com a Monica Giuliani (temp. 1)
- Riccardo Leonelli com a Federico Cazzaniga (temp. 1)
- Alessandro Averone com a Bruno Jacobi (temp. 1-2)
- Andrea Osvárt com a Rose Anderson (temp. 2)
- Francesco Maccarinelli com a Luca Spinelli/Daniele Fonseca (temp. 3)
- Michele Cesari com a Cesare Diamante (temp. 3-4)
- Jgor Barbazza com a Oscar Bacchini (temp. 3)
- Gaia Messerklinger com a Lydia Stanton/Nora Vitali (temp. 3)
- Roberto Alpi com a Achille Ravasi (temp. 4)
- Mariano Riccio com a Sergio Castrese (temp. 4-5)
- Maria Grazia Pompei com a Maria Grazia Vettorazzo (temp. 5)
- Luca Bastianello com a Dante Romagnoli (temp. 5-6)
- Greta Oldoni com a Fiorenza Gramini (temp. 5-7)
- Sergio Vespertino com a Girolamo Ammirata (temp. 5-6)
- Fabio Fulco com a Ferdinando Torrebruna (temp. 6-7)
- Lucrezia Massari com a Flora Gentile Ravasi (temp. 6-7), dissenyadora del Paradís

### Família Iorio
- Antonio Milo com a Giuseppe Iorio (temp. 1-2)
- Alessia Giuliani com a Francesca Iorio (temp. 1)
- Fabrizio Ferracane com a Vincenzo Iorio (temp. 1)
- Andrea Arcangeli com a Mario Iorio (temp. 1)
- Monica Dugo com a Rosaria Iorio (temp. 2)

### Família Mandelli
- Corrado Tedeschi com a Carlo Mandelli (temp. 1, convidat 2)
- Helene Nardini com a Viola/Marisa Mandelli (temp. 1-2)

### Família Amato
- Antonella Attili com a Agnese Amato (temp. 3-7)
- Giulio Maria Corso com a Antonio Amato (temp. 3, convidat 4)
- Giulia Petrungaro com a Elena Montemurro d'Amato (temp. 3, convidada a 4 i 6)
- Emanuel Caserio com a Salvatore «Salvo» Amato (temp. 3-7), copropietri de la cafeteria.
- Giancarlo Commare com a Rocco Amato (temp. 4-5), treballador al magatzem del Paradís.
- Nicola Rignanese com a Giuseppe Amato (convidat temp 3, 5-6)
- Chiara Russo com a Maria Puglisi (temp. 3-7), brodadora al Paradís

### Família Guarnieri - Sant'Erasmo
- Roberto Farnesi com a Umberto Guarnieri (temp. 3-7)
- Vanessa Gravina com a Adelaide di Sant'Erasmo (temp. 3-7)
- Enrico Oetiker com a Riccardo Guarnieri (temp. 3-4)
- Moisé Curia com a Marco di Sant'Erasmo (temp. 6-7)
- Chiara Baschetti com a Matilde Frigerio di Sant’Erasmo (temp. 7)
- Flavio Parenti com a Tancredi di Sant’Erasmo (temp.7)
- Mauro Negrini com a Italo, majordom de la família.

### Família Brancia di Montalto
- Giulia Arena com a Ludovica Brancia Di Montalto (temp. 3-7)
- Magdalena Grochowska com a Flavia Brancia di Montalto (temp. 4 i 6)

### Família Bergamini
- Alessandro Cosentini com a Cosimo Bergamini (temp. 3-5, convidat 6)
- Susanna Marcomeni com a Delfina Bergamini (temp. 4-5)
- Riccardo Diana com a Arturo Bergamini (temp. 4-5)

### Família Cattaneo
- Giorgio Lupano com a Luciano Cattaneo (temp. 3-5), comptable del Paradís.
- Marta Richeldi com a Silvia Cattaneo (temp. 3-5)
- Alessandro Fella com a Federico Cattaneo (temp. 3-5)
- Pia Engleberth com a Ernesta (temp. 4-5)

### Família Colombo - Zanatta
- Massimo Poggio com a Teresio "Ezio" Colombo (temp. 6-7), cosí de la Silvia Cattaneo.
- Valentina Bartolo com a Veronica Zanatta (temp. 6-7)

### Família Conti
- Mauro Conte com a Edoardo Conti (recorrent temp. 1, convidat a 3), germà del Vittorio Conti.
- Caterina Bertone com a Beatrice Conti (convidada temp. 1, temp. 5-6), comptable del Paradís
- Andrea Savorelli com a Pietro Conti (temp. 5)
- Giulia Patrignani com a Serena Conti (temp. 5-6)

### Família Rizzo
- Valentina Tomada com a Palma Rizzo (temp. 7)
- Christian Roberto com a Francesco Rizzo (temp. 7)

### Els publicitaris
- Claudia Vismara com a Elsa Tadini (temp. 1-2, recorrent a 4)
- Filippo Scarafia com a Roberto Landi (temp. 1-2, 6-7)
- Marco Minetti com a Giorgio Ghilardi (temp.1-2)
- Diletta Innocenti Fagni com a Lorena (temp. 2)

### Treballadors del magatzem
- Marco Bonini com a Corrado Colombo (temp. 1-2)
- Cristiano Caccamo com a Quinto Reggiani (temp. 1-2, convidat a 7)
- Lorenzo Cervasio com a Domenico D'Angelo (temp. 2)
- Salvatore Mazza com a Ugo Tagliabue (temp. 4)
- Pietro Genuardi com a Armando Ferraris (temp. 4-7)
- Luca Grispini com a Nino Zaccheo (temp. 5-6)
- Gabriele Anagni com a Alfredo Perico (temp. 5, 7)

### Altres
- Pietro Masotti com a Marcello Barbieri (temp. 4-7), copropietari de la cafeteria.

## Episodis
| Temporada | Temporada | Episodis | Emissió original                   | Emissió original                  | Emissió original                    |
| Temporada | Temporada | Episodis | Itàlia (Rai 1)                     | País Valencià (À Punt)            | Catalunya (TV3)                     |
| --------- | --------- | -------- | ---------------------------------- | --------------------------------- | ----------------------------------- |
|           | 1         | 20       | 8 desembre 2015 – 26 gener 2016    | 9 octubre 2019 – 6 novembre 2019  | 20 juliol 2020 – 31 juliol 2020     |
|           | 2         | 20       | 11 setembre 2017 – 7 novembre 2017 | 7 novembre 2019 – 4 desembre 2019 | 3 agost 2020 – 28 agost 2020        |
|           | 3         | 180      | 10 setembre 2018 – 17 maig 2019    | 13 gener 2020 – 26 juny 2020      | 19 juliol 2021 - 3 setembre 2021    |
|           | 4         | 160      | 14 octubre 2019 – 27 abril 2020    |                                   | 4 juliol 2022 - 2 setembre 2022     |
|           | 5         | 160      | 12 octubre 2020 – 17 maig 2021     |                                   | 24 juliol 2023 - 18 desembre 2023   |
|           | 6         | 160      | 13 setembre 2021 – 29 abril 2022   |                                   | 19 desembre 2023 - 1 juliol 2025    |
|           | 7         | 160      | 12 setembre 2022 – 5 maig 2023     |                                   | 2 juliol 2025 - fins a l'actualitat |
|           | 8         | 160      | 11 setembre 2023 – 3 maig 2024     |                                   |                                     |
|           | 9         | 160      | 9 setembre 2024 – 5 maig 2025      |                                   |                                     |